# Kostel Narození Panny Marie (Přibyslavice)
Kostel Narození Panny Marie je farní kostel Římskokatolické farnosti Přibyslavice a kulturní památka v Přibyslavicích. Těsně sousedí se starším kostelem svaté Anny.
Kostel stojí zhruba uprostřed přibyslavické návsi. Je dlouhý 40 m, široký 16 m a bez věží vysoký 26 m.

## Historie
Historie kostela Narození Panny Marie souvisí se sousedním kostelem svaté Anny. Na omítce jihovýchodní vnější zdi byl někdy v 16. století namalován obraz Panny Marie. Zatímco jiné části fasády kostela bylo třeba v důsledku živelních pohrom a povětrnostních vlivů obnovovat, obraz Panny Marie zůstával neporušený. Přístřeší v podobě kaple se tento památný obraz dočkal roku 1724, když ji svým nákladem nechal zbudovat hrabě Antonín Rombald Collalto. Početné poutě si časem vyžádaly proměnit kapli ve veliký poutní kostel. Tak se stalo za hraběte Tomáše Collalto; ten však zemřel předtím, než byl kostel dokončen, roku 1764. Stavbu zastavil nový majitel panství hrabě Jan Nepomuk Collalto roku 1768. Průčelí kostela dostalo dnešní podoby teprve roku 1936 podle architekta Kamila Hilberta. O dostavění věží se velmi zasloužil dlouholetý přibyslavický farář František Čermák (1865–1901), který za daným účelem založil fond.
Mezi roky 2010 a 2018 byly postupně opraveny střechy a krovy obou spojených kostelů, cílem bylo zachování a oprava původních krovů. Následně by měla započít rekonstrukce vnějších fasád kostelů.

## Galerie

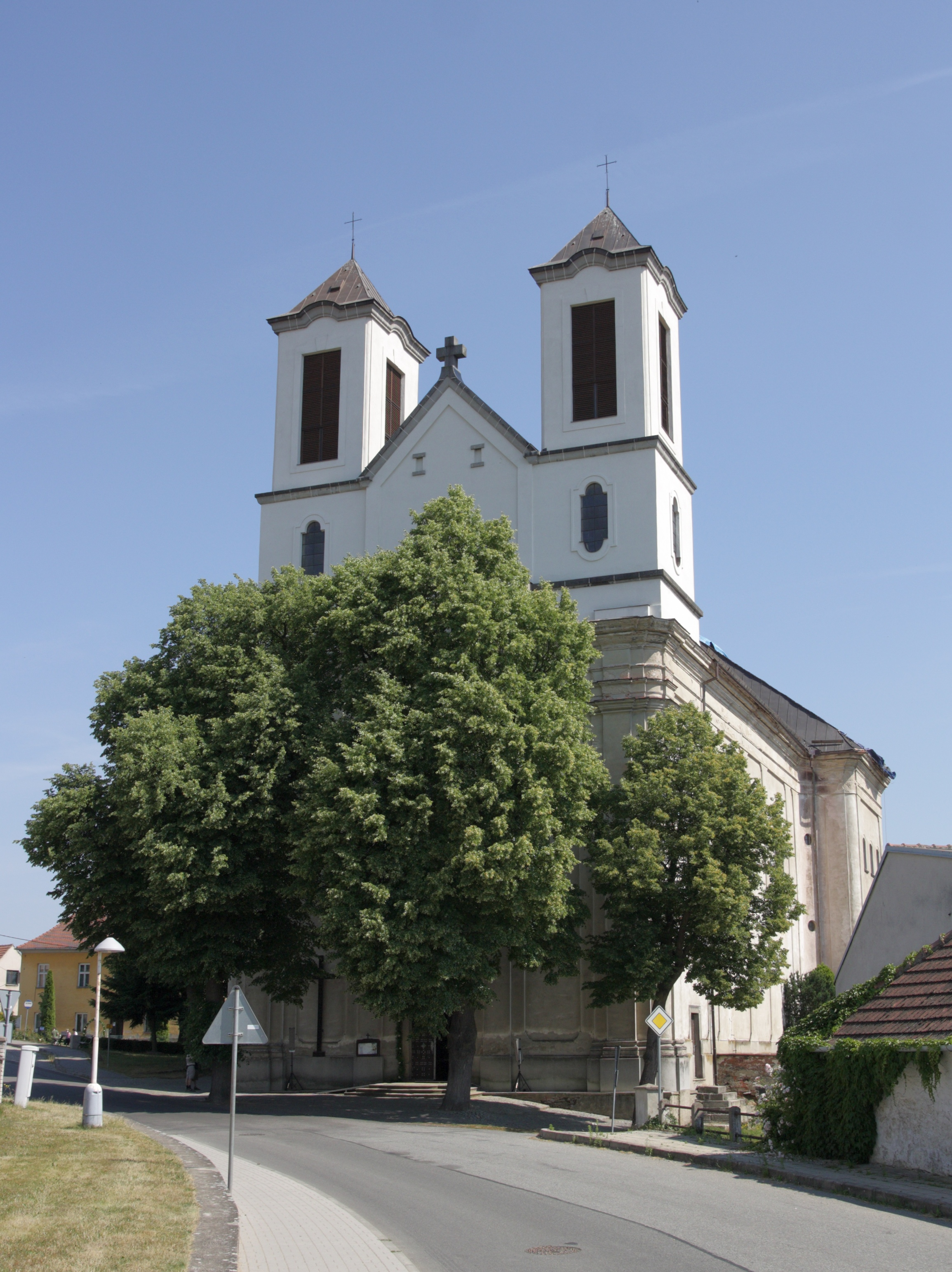
pohled od jihu
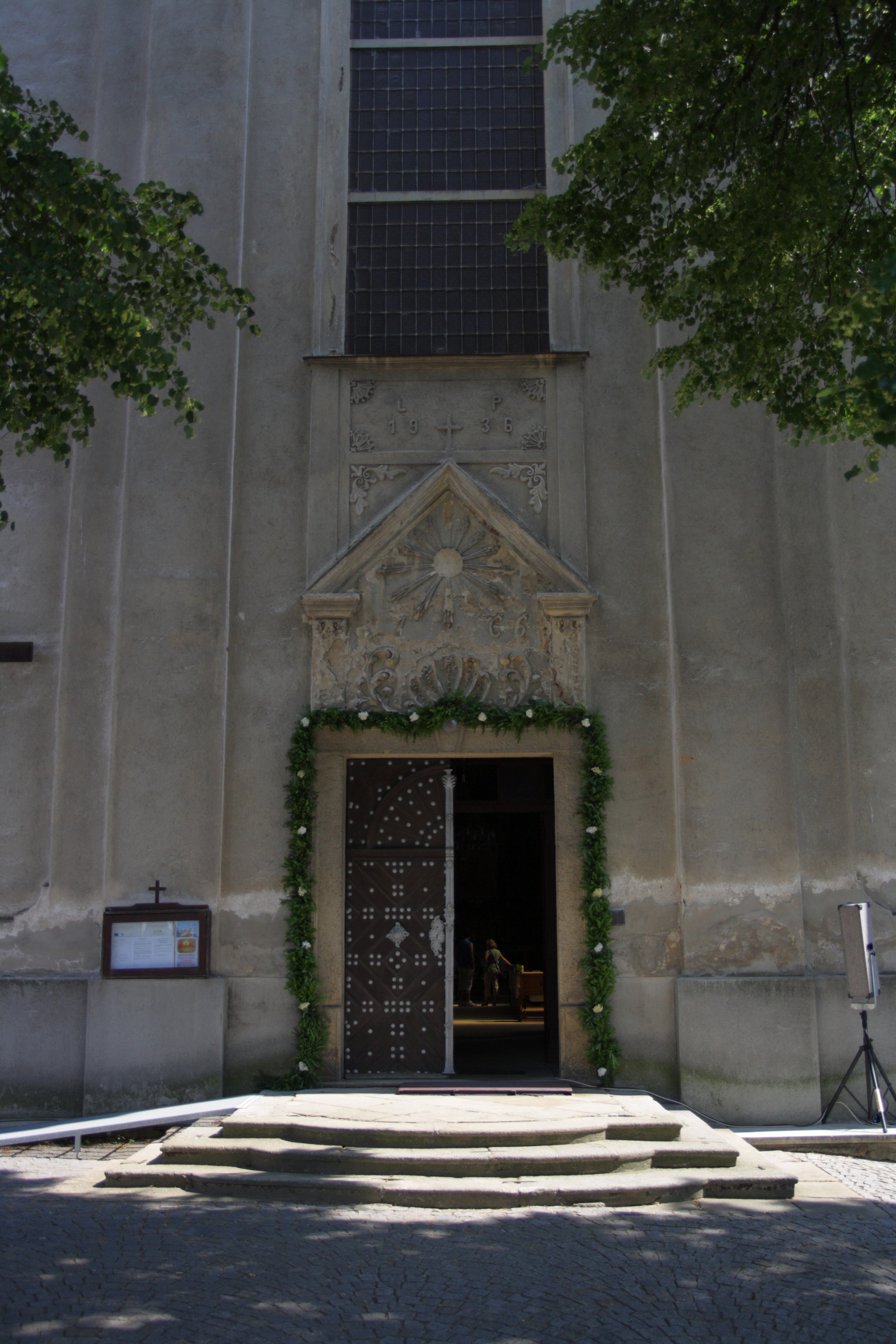
hlavní portál
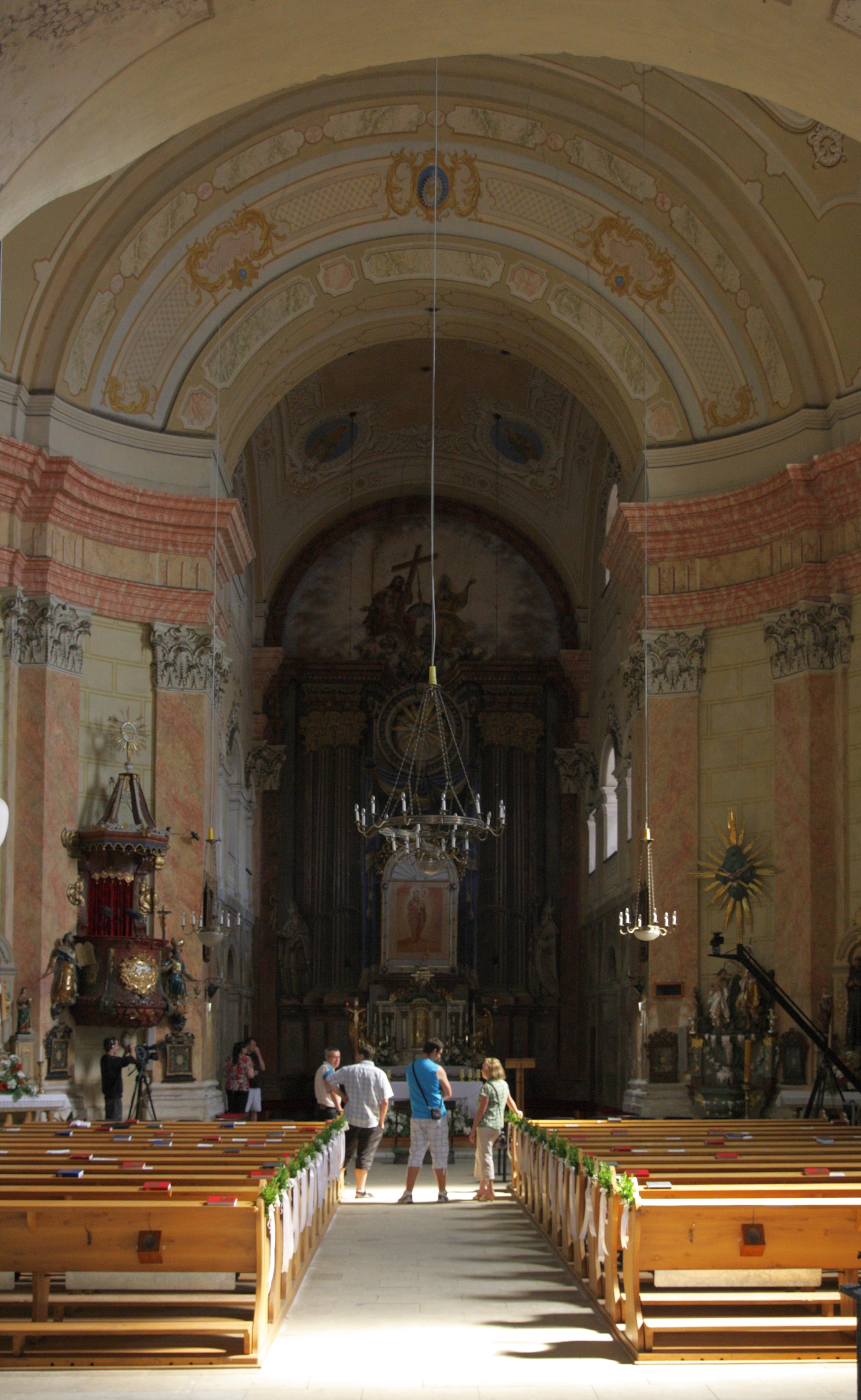
interiér